# ショーン・マグワイア (俳優)
ショーン・マグワイア（Sean Maguire、1976年4月18日 - ）は、イギリスの俳優。

## 出演作品
- クリミナル・マインド FBI行動分析課8
- CSI:ニューヨーク7
- アンダーカバー
- コールドケース 迷宮事件簿7 ザ・ファイナル
- ほぼ300
- フロッグ・プリンス カエルの王子さま
- 秘密